# Malinda Lo
Malinda Lo (Guangzhou, 1974) is een Amerikaanse schrijfster van boeken voor jongvolwassenen, waaronder Ash, Huntress, Adaptation, Inheritance, A Line in the Dark en Last Night at the Telegraph Club, dat in het Nederlands werd vertaald als De nacht in de Telegraph Club. Daarnaast doet zij onderzoek naar diversiteit in jeugdliteratuur en de uitgeefwereld.

## Schrijverscarrière
Lo begon haar schrijverscarrière in 2003 als redacteur bij de cultuurblog AfterEllen, waar zij later ook hoofdredacteur werd. Tussen 2005 en 2007 schreef zij tevens bijdragen voor Curve Magazine, en bekleedde daar het grootste deel van de tijd de functie van adjunct-hoofdredacteur.
Haar debuutroman Ash verscheen in 2009 bij Little, Brown Books for Young Readers. Het boek werd genomineerd voor onder meer de William C. Morris Award, de Andre Norton Award voor YA Fantasy and Science Fiction, de Mythopoeic Fantasy Award en de Lambda Literary Award. Huntress, haar tweede boek, werd in 2011 uitgegeven door Little, Brown en speelt zich af in dezelfde fantasiewereld als Ash, die invloeden uit zowel Oost-Aziatische als Europese culturen combineert. Ook dit boek werd genomineerd voor de Lambda Literary Award en de Gaylactic Spectrum Award voor Beste Roman, en werd opgenomen in de lijst Best Books for Young Adults van de American Library Association. Het boek werd in het Nederlands vertaald als: Jageres. In 2012 publiceerde Lo Adaptation, dat door critici zoals Kirkus Reviews werd vergeleken met de televisieserie The X-Files, toevallig ook het onderwerp van Lo’s afstudeeronderzoek aan Stanford.  Het vervolg Inheritance volgde in 2013.
In 2017 verscheen A Line in the Dark, een op zichzelf staande thriller, die door Kirkus, Vulture en de Chicago Public Library werd uitgeroepen tot een van de beste boeken van het jaar.
In 2021 bracht Lo het boek Last Night at the Telegraph Club uit, over een Chinees-Amerikaans tienermeisje dat haar homoseksualiteit ontdekt tijdens het McCarthy-tijdperk in het San Francisco van de jaren 1950. Het verhaal is gebaseerd op een kortverhaal dat zij schreef voor de bloemlezing All Out: The No-Longer-Secret Stories Of Queer Teens Throughout The Ages (2018). Ter voorbereiding op het boek schreef zij Notes from the Telegraph Club, een reeks blogposts waarin zij haar onderzoek beschrijft. Daarin legt zij onder andere uit dat zij ervoor koos Chinese karakters te gebruiken met voetnoten in plaats van fonetische transcriptie, om zowel historische nauwkeurigheid te waarborgen als het onderscheid tussen insiders en outsiders in taalgebruik duidelijk te maken. Het boek werd positief ontvangen; Kirkus noemde het “eindelijk de intersectionele, lesbische, historische jeugdroman waar zoveel lezers op hebben gewacht”. Joanne Zou schreef in Farrago dat het boek haar diep raakte en “vol hoop, liefde, gemeenschap en queer mensen” zit - “mijn favoriete elementen in verhalen.”
In mei 2021 werd Last Night at the Telegraph Club genomineerd voor de ALA Best Fiction for Young Adults. In november 2021 won het de National Book Award for Young People's Literature. In 2022 werd het bekroond met de Stonewall Book Award voor Young Adult-literatuur. Het boek werd geselecteerd voor de White Ravens 2022. De Nederlandse vertaling van het boek, door Louise Koopman, werd in 2024 verkozen tot Beste Boek voor Jongeren.
Als vervolg publiceerde Lo in oktober 2022 de roman A Scatter of Light, een op zichzelf staande begeleidende roman, gesitueerd in 2013, ten tijde van de legalisering van het homohuwelijk in Californië. Dit thema dient als verbindend element tussen beide boeken.

## Onderzoek naar diversiteit
In 2011 richtte Lo samen met collega-auteur Cindy Pon het platform Diversity in YA op, een website en boektour met als doel het bevorderen van diverse representatie in jeugdliteratuur. Het initiatief vestigde de aandacht op boeken met personages van kleur, LGBTQ-personages en personages met een beperking, en verzamelde jaarlijks gegevens over het aantal boeken met diverse personages en auteurs dat wordt uitgegeven. Vanaf 2012 publiceerde Lo regelmatig analyses van de diversiteit in bestsellers uit lijsten van Publishers Weekly en The New York Times. Uit haar analyse van 2013 bleek dat 15 procent van de succesvolle jeugdboeken in The New York Times hoofdpersonages van kleur bevatte, 12 procent LGBTQ-hoofdpersonages, en slechts 3 procent hoofdpersonages met een beperking.